# Костюченко Сергій Пилипович
Сергі́й Пили́пович Костюче́нко (1905 , Київ, Київська губернія, Російська імперія  — 7 вересня 1984 , Київ ) — український радянський і компартійний діяч, депутат Верховної Ради УРСР 1-го скликання (1938—1947). Депутат Верховної Ради СРСР 1–3-го скликань (1941—1954). Член ЦК КП(б)У (1949—1952).

## Біографія
Народився 1905 року в родині робітника-залізничника в Києві. У чотирирічному віці залишився сиротою, перебував у дитячому притулку. У 1912 році переїхав до діда, Карпа Костюченка, у містечко Батурин Чернігівської губернії. У 1912—1925 роках — наймит у заможних селян, конюх та сторож Батуринської лікарні. Освіта неповна середня. Закінчив гурток політичної грамоти.
У 1925 році вступив до комсомолу. До 1927 року — секретар Батуринського сільського комсомольського осередку. У 1927—1929 роках — голова групового комітету профспілки робітників землі і лісу.
Член ВКП(б) з 1929 року.
У 1929—1932 роках — голова Батуринської сільської ради; інструктор виконавчого комітету Батуринської районної ради; голова Батуринської районної скотарспілки, голова Фастівецької сільської ради на Чернігівщині.
У 1932—1935 роках — завідувач відділу кадрів Політичного відділу Батуринської машинно-тракторної станції Чернігівської області.
У 1935—1937 роках — голова Батуринської сільської ради; директор Батуринської машинно-тракторної станції Чернігівської області.
У лютому 1937 — вересні 1938 року — 1-й секретар Батуринського районного комітету КП(б)У Чернігівської області; завідувач сільськогосподарського відділу Чернігівського обласного комітету КП(б)У.
26 червня 1938 року обраний депутатом Верховної Ради УРСР 1-го скликання по Щорській виборчій окрузі № 143 Чернігівської області.
2 вересня 1938 — листопад 1941 року — виконувач обов'язки голови, голова виконавчого комітету Чернігівської обласної ради депутатів трудящих.
У листопаді 1941 — вересні 1943 року — на політичній роботі в Червоній Армії, уповноважений Військової Ради, начальник оперативної групи військових рад армій Південно-Західного, Сталінградського і Воронезького фронтів.
У вересні 1943 — січні 1949 року — голова виконавчого комітету Чернігівської обласної ради депутатів трудящих.
У січні 1949 — 16 вересня 1951 року — 1-й секретар Житомирського обласного комітету КП(б)У.
У вересні 1951 — серпні 1952 року — слухач Курсів перепідготовки при ЦК ВКП(б).
У вересні 1952 — червні 1953 року — інспектор ЦК КП України.
У червні 1953 — липні 1955 року — начальник Головного управління організованого набору робітників (та переселення) при Раді міністрів Української РСР.
У липні 1955 — травні 1967 року — 1-й заступник начальника Головного управління організованого набору робітників та переселення при Раді Міністрів Української РСР.
У липні 1967—1971 роках — заступник голови Державного комітету Ради Міністрів Української РСР по використанню трудових резервів.
З 1971 року — персональний пенсіонер у Києві.
Помер 7 вересня 1984 року в Києві.

## Нагороди
- два ордени Леніна (07.02.1939, 23.01.1948)
- орден Вітчизняної війни І ст. (01.02.1945)
- орден Вітчизняної війни ІІ ст. (26.08.1943)
- медалі
- Почесна грамота Президії Верховної Ради Української РСР (25.11.1970)